# Aprilia Tuareg 660
L'Aprilia Tuareg 660 è una motocicletta da enduro prodotta dalla casa motociclistica italiana Aprilia a partire dal novembre 2021. 
È stata presentata ufficialmente a novembre 2021 ad EICMA.

## Contesto
Il motore, un bicilindrico frontemarcia da 659 cm³ con distribuzione a doppio albero a camme in testa e perni di biella a 270°, è capace di erogare 80 CV di potenza massima a 9250 giri/min e 70 Nm di coppia a 6.
500 giri/min. Il telaio è in alluminio a doppia trave per un peso totale dell'intera moto di 187 Kg a secco, gli ammortizzatori sono entrambi regolabili con una forcella a steli rovesciati da 43 mm Kayaba sull'anteriore.
L'elettronica è affidata alla Marelli che ha dedicato alla sportiva il sistema APRC che le conferisce 5 impostazioni di erogazione, controllo di trazione su 8 livelli, ABS, 3 livelli di freno motore, anti pattinamento e il gas ride-by-wire.

## Caratteristiche tecniche
| Caratteristiche tecniche - Aprilia Tuareg 660                   | Caratteristiche tecniche - Aprilia Tuareg 660                                                                                | Caratteristiche tecniche - Aprilia Tuareg 660                                                                                | Caratteristiche tecniche - Aprilia Tuareg 660                                                                                | Caratteristiche tecniche - Aprilia Tuareg 660                                                                                | Caratteristiche tecniche - Aprilia Tuareg 660                                                                                |
| Dimensioni e pesi                                               | Dimensioni e pesi | Dimensioni e pesi | Dimensioni e pesi | Dimensioni e pesi | Dimensioni e pesi |
| --------------------------------------------------------------- | --- | --- | --- | --- | --- |
| Ingombri (lungh.×largh.×alt.)                                   | 2.220 × 965 × ? mm | 2.220 × 965 × ? mm | 2.220 × 965 × ? mm | 2.220 × 965 × ? mm | 2.220 × 965 × ? mm |
| Altezze                                                         | Sella: 860 mm | Sella: 860 mm | Sella: 860 mm | Sella: 860 mm | Sella: 860 mm |
| Interasse: 1525 mm                                              | Interasse: 1525 mm | Massa a vuoto: 187 kg | Massa a vuoto: 187 kg | Serbatoio: 18 | Serbatoio: 18 |
| Meccanica                                                       | | | | | |
| Tipo motore: Aprilia 2 cilindri parallelo frontemarcia, 4 tempi | Tipo motore: Aprilia 2 cilindri parallelo frontemarcia, 4 tempi                                                              | Tipo motore: Aprilia 2 cilindri parallelo frontemarcia, 4 tempi                                                              | Tipo motore: Aprilia 2 cilindri parallelo frontemarcia, 4 tempi                                                              | Raffreddamento: a liquido | Raffreddamento: a liquido |
| Cilindrata                                                      | 659 cm³ (Alesaggio 81 × Corsa 63,9 mm)                                                                                       | 659 cm³ (Alesaggio 81 × Corsa 63,9 mm)                                                                                       | 659 cm³ (Alesaggio 81 × Corsa 63,9 mm)                                                                                       | 659 cm³ (Alesaggio 81 × Corsa 63,9 mm)                                                                                       | 659 cm³ (Alesaggio 81 × Corsa 63,9 mm)                                                                                       |
| Distribuzione: Bialbero a camme (DOHC)                          | Distribuzione: Bialbero a camme (DOHC)                                                                                       | Distribuzione: Bialbero a camme (DOHC)                                                                                       | Alimentazione: | Alimentazione: | Alimentazione: |
| Potenza: 59 kW (80,2 CV)                                        | Potenza: 59 kW (80,2 CV) | Coppia: 70 a 6500 giri/min                                                                                                   | Coppia: 70 a 6500 giri/min                                                                                                   | Rapporto di compressione: | Rapporto di compressione: |
| Frizione: a bagno d'olio                                        | Frizione: a bagno d'olio | Frizione: a bagno d'olio | Cambio: a 6 rapporti con sistema Aprilia Quick Shift                                                                         | Cambio: a 6 rapporti con sistema Aprilia Quick Shift                                                                         | Cambio: a 6 rapporti con sistema Aprilia Quick Shift                                                                         |
| Ciclistica                                                      | | | | | |
| Telaio                                                          | Telaio tubolare in acciaio                                                                                                   | Telaio tubolare in acciaio                                                                                                   | Telaio tubolare in acciaio                                                                                                   | Telaio tubolare in acciaio                                                                                                   | Telaio tubolare in acciaio                                                                                                   |
| Sospensioni                                                     | Anteriore: Forcella Kayaba steli rovesciati da 43 mm / Posteriore: Forcellone in alluminio con monoammortizzatore regolabile | Anteriore: Forcella Kayaba steli rovesciati da 43 mm / Posteriore: Forcellone in alluminio con monoammortizzatore regolabile | Anteriore: Forcella Kayaba steli rovesciati da 43 mm / Posteriore: Forcellone in alluminio con monoammortizzatore regolabile | Anteriore: Forcella Kayaba steli rovesciati da 43 mm / Posteriore: Forcellone in alluminio con monoammortizzatore regolabile | Anteriore: Forcella Kayaba steli rovesciati da 43 mm / Posteriore: Forcellone in alluminio con monoammortizzatore regolabile |
| Freni                                                           | Anteriore: Doppio disco / Posteriore: Disco                                                                                  | Anteriore: Doppio disco / Posteriore: Disco                                                                                  | Anteriore: Doppio disco / Posteriore: Disco                                                                                  | Anteriore: Doppio disco / Posteriore: Disco                                                                                  | Anteriore: Doppio disco / Posteriore: Disco                                                                                  |
| Pneumatici                                                      | 21" anteriore e 18" posteriore Pirelli scorpion str come prima dotazione                                                     | 21" anteriore e 18" posteriore Pirelli scorpion str come prima dotazione                                                     | 21" anteriore e 18" posteriore Pirelli scorpion str come prima dotazione                                                     | 21" anteriore e 18" posteriore Pirelli scorpion str come prima dotazione                                                     | 21" anteriore e 18" posteriore Pirelli scorpion str come prima dotazione                                                     |
| Prestazioni dichiarate                                          | | | | | |
| Consumo                                                         | 22km\l media | 22km\l media | 22km\l media | 22km\l media | 22km\l media |
| Fonte dei dati:                                                 | | | | | |